# Emilio Izaguirre
Emilio Arturo Izaguirre Girón, honduraški nogometaš, * 10. maj 1986, Tegucigalpa, Honduras.
Izaguirre igra na položaju levega centralnega branilca za škotski Celtic in honduraško reprezentanco. Svojo državo je zastopal na CONCACAF Gold Cupu 2007 in Svetovnem prvenstvu 2010.

## Profesionalna kariera

### Motagua
Izaguirre je svojo kariero pričel pri Motagui, klubu Honduraške lige. Debitiral je 20. marca 2004 ob zmagi 3–0 nad Universidadom v Danlíju.
22. julija 2008 je odšel na 17-dnevno preizkušnjo k angleškemu drugoligašu Ipswich Townu. Za svoje morebitne nove delodajalce pa Izaguirre ni zaigral, saj ni prejel mednarodne izpisnice s strani matičnega kluba, Motague. Brez nastopa na tekmi pa ni uspel prepričati Ipswichevih oglednikov, tako da je prestop padel v vodo. Julija 2010 je po nogometnih časnikih zakrožila novica, da se zanj zanima ameriški MLS klub Toronto FC. Odgovorne v klubu naj bi močno navdušila Izaguirrejeva dva nastopa v dresu Motague proti Torontu v CONCACAF Ligi prvakov, a tudi takrat do prestopa ni prišlo.

### Celtic
Izaguirre je naposled 18. avgusta 2010, po prejemu delovnega dovoljenja, le prestopil v Evropo. S škotskim Celticom je sklenil štiriletno sodelovanje. Višine odškodnine vpleteni v prestop niso razkrili javnosti. V ekipi so mu podelili dres s številko 3.
V škotski ligi je debitiral 29. avgusta 2010 ob zmagi 1–0 nad Motherwellom. Na tisti tekmi je prikazal všečno predstavo, ki je izvabila pohvale tako iz ust Celticovega stratega Neila Lennona kot nasprotnega trenerja Craiga Browna. 19. septembra 2010 je Izaguirre ob zmagi Celtica 2–1 nad Kilmarnockom na stadionu Rugby Park prispeval podajo za odločujoči zadetek Anthonyja Stokesa.
30. oktobra 2010 je dosegel še svoj prvi zadetek v zelenobelem dresu, na ligaški tekmi proti moštvu St Johnstone. Zadetek je dosegel, potem ko je prestregel nespretno podajo nasprotne obrambe nazaj do vratarja, žogo si je nato podal čez St Johnsonovega centralnega branilca Dava Mackaya ter iz oči v oči hladnokrvno premagal nasprotnikovega vratarja. Tekma se je končala z izidom 3–0, Izaguirreja pa so po tekmi razglasili za igralca tekme. 20. februarja 2011 je na derbiju proti Rangersom prispeval podajo za drugi zadetek Garyja Hooperja, Celtic je srečanje proti večnim tekmecem naposled dobil s 3–0.
Pomembno vlogo je Izaguirre odigral tudi v finalu Škotskega ligaškega pokala 2010/11. Na tisti tekmi, ki jo je Celtic sicer izgubil prav proti Rangersom, ga je namreč sodnik v podaljšku poslal z igrišča zaradi prekrška nad Slovakom Vladimirjem Weissom. V naslednji tekmi po preteku kazni je Izaguirre 6. aprila 2011 prikazal novo odlično predstavo, tokrat na ligaški tekmi proti Hibernianu. Ob zmagi svojega moštva s 3–1 se je veselil še svoje druge lovorike igralca tekme v sezoni. Na tekmi je prispeval tudi podajo do Stokesa za prvi gol na tekmi.

## Reprezentančna kariera
Izaguirre je bil del honduraške reprezentance do 20 let na Svetovnem mladinskem prvenstvu 2005 na Nizozemskem. Dve leti zatem mu je uspel preboj v člansko reprezentanco, katero je zastopal na CONCACAF Gold Cupu 2007. Leta 2010 ga je selektor Reinaldo Rueda vpoklical v reprezentanco za Svetovno prvenstvo v Južni Afriki. Na prvenstvu je Honduras izpadel po predtekmovanju, v skupini H je zasedel 4. mesto. Izaguirre je pri tem dvakrat odigral celih 90 minut, proti Čilu in Španiji.

### Reprezentančni zadetki
| # | Datum         | Prizorišče               | Nasprotnik         | Zadel za | Končni izid | Tekmovanje         |
| - | ------------- | ------------------------ | ------------------ | -------- | ----------- | ------------------ |
| 1 | 2. junij 2007 | San Pedro Sula, Honduras | Trinidad in Tobago | 1 – 1    | 3 – 1       | Prijateljska tekma |

## Statistika
Od 20. aprila 2011.
| Klub   | Sezona  | Liga    | Liga | Pokal   | Pokal | Ligaški pokal | Ligaški pokal | Evropa  | Evropa | Skupaj  | Skupaj |
| Klub   | Sezona  | Nastopi | Goli | Nastopi | Goli  | Nastopi       | Goli          | Nastopi | Goli   | Nastopi | Goli   |
| ------ | ------- | ------- | ---- | ------- | ----- | ------------- | ------------- | ------- | ------ | ------- | ------ |
| Celtic | 2010/11 | 27      | 1    | 4       | 0     | 4             | 0             | 0       | 0      | 35      | 1      |
| Skupaj | Skupaj  | 27      | 1    | 4       | 0     | 4             | 0             | 0       | 0      | 35      | 1      |

## Dosežki

### Klubski dosežki
- Motagua
  - Liga Nacional de Fútbol de Honduras - Apertura:
    -       - 1. mesto: 2007

- - Copa Interclubes UNCAF:
    - Zmagovalci: 2007

- Celtic
  - Škotski ligaški pokal:
    - 2. mesto: 2010/11